# Fiskmård
Fiskmård (Martes/Pekania pennanti) är en art i familjen mårddjur.
Artepitet i det vetenskapliga namnet hedrar naturforskaren Thomas Pennant.

## Systematik
Studier visar att släktet Martes är parafyletiskt då släktet Gulo är närmre besläktat med Martes än med fiskmård, varför fiskmården förslagsvis flyttas till det egna släktet Pekania.

## Utseende
Fiskmården liknar de europeiska mårdarna inom släktet Martes, men blir tydligt större och är den största arten i släktet. Kroppen uppnår hos hanar en längd mellan 90 och 120 cm och svanslängden är omkring 38 centimeter. Hanarna har en vikt mellan 3,5 och 5,0 kilogram. Honor är med en vikt mellan 1,3 och 3,2 kilo märkbart lättare. Kroppslängden för honor är vanligen 75 till 90 cm. Fiskmården har en brun päls där håren har ljusare toppar. Svansen är mörk. På bröst och buken förekommer ibland vita fläckar och färgtäckningen skiljer sig ofta tydligt mellan olika individer.

## Utbredning och habitat
Arten lever i Nordamerika så långt söderut som till 35° nordlig breddgrad. Den förekommer i södra Kanada samt i USA i Klippiga bergen, kring de stora sjöarna, i New England och Appalacherna.

## Ekologi
Fiskmården är både aktiv på dagen och natten. Den inget fast bo (i motsats till andra mårdar), men söker skydd i håligheter i träd, bon av andra djur och naturliga grottor. På vintern, då bygger den tunnlar i snön. Den födosöker vanligtvis på marken, men den har bra förmåga att klättra och simma.

### Habitat och revir
Dess habitat utgörs huvudsakligen av barrskog, men den finns även i andra former av skog. Öppna områden som prärieer undviker den. Varje individ har ett eget territorium som för hanar är i genomsnitt 38 kvadratkilometer stort och som för honor omfattar cirka 15 kvadratkilometer. Reviret försvaras med djärvhet mot artfränder av samma kön. Honors och hanars revir kan överlappa varandra.

### Föda
Trots namnet, består födan inte huvudsakligen av fisk. Fiskmården jagar smådjur som möss, harar och ekorrar både på land och i vattnet.
Fiskmården livnär sig även på trädpiggsvin av arten Erethizon dorsatum, vilka de dödar genom att bita dem i ansiktet tills de är så försvagade att mården kan komma åt det oskyddade magpartiet.
Dessutom äter de ibland fåglar, as och frukt. Påståendet att de kan döda hjortdjur som fastnat i snön är felaktigt, men de avstår inte från hjortdjurens as.

### Fortplantning

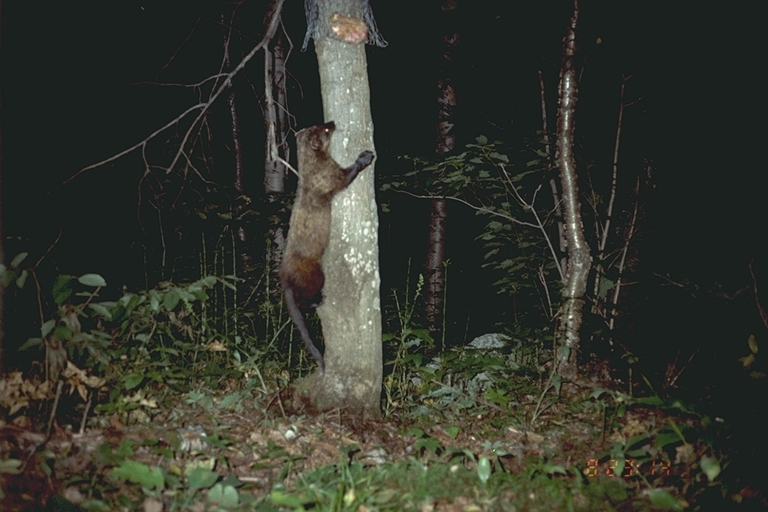
Fiskmård som klättrar i träd.

Parningstiden infaller i mars–maj, men sedan vilar ägget i honans kropp före den egentliga befruktningen som sker mellan januari och april nästan ett år senare. Själva dräktigheten varar i cirka 30 dagar och sedan föder honan ungefär tre ungar. Dessa föds i en trädhåla och ungarna är i början blinda och hjälplösa. Efter cirka sju veckor, då öppnar de ögonen och efter åtta till tio veckor, då slutar honan att ge di. Ungarna är självständiga efter fem månader är och könsmogna efter ett (honor) eller två (hanar) år. Den kan i naturen bli upp till tio år gammal.

## Status och hot
Dessa djur jagades länge för sin päls, men inte lika intensivt som den amerikanska mården. På grund av habitatförstöring minskade beståndet betydligt så att arten vid början av 1900-talet betraktades som utdöd i östra Kanada och hela USA. Fiskmårdens minskning medförde att populationen av trädpiggsvin ökade, vilket orsakade stora skador i regionens skogsområden och därför infördes under 1930-talet skyddsåtgärder. Fiskmården återinfördes i flera områden och är idag inte längre sällsynt i USA, utan kategoriseras som livskraftig (LC).